# Neu Sankt Jürgen
 (mai 2022).
Neu Sankt Jürgen est un quartier de la commune de Worpswede, dans le Land de Basse-Saxe.

## Géographie
Neu Sankt Jürgen se situe au nord-est de la ville principale de Worpswede. À l'ouest de la ville coule la Hamme, un affluent de la Lesum.
À l'ouest du village et à l'ouest de la Hamme se trouvent cinq réserves naturelles :
- Torfkanal und Randmoore (196,6 ha)
- Moor bei Niedersandhausen (254 ha)
- Wiesen und Weiden nordöstlich des Breiten Wassers (153 ha)
- Marais de Pennigbüttel (185 ha)
- Breites Wasser (203 ha)

## Histoire
Neu Sankt Jürgen est fondée dans le cadre de la colonisation du marais du Teufelsmoor en 1753. En 1791, on recense 45 maisons dans lesquelles vivent 252 personnes, dont 166 enfants.
Le 1er mars 1974, la commune de Neu Sankt Jürgen est incorporée à la commune de Worpswede.

## Infrastructures
La Landesstraße L 165 passe à l'ouest.
La gare de Neu Sankt Jürgen se trouve sur la ligne de Stade à Osterholz-Scharmbeck (Moorexpress). Les trains ne circulent que de manière saisonnière de mai à octobre les samedis, dimanches et jours fériés.

## Source, notes et références
- (de) Cet article est partiellement ou en totalité issu de l’article de Wikipédia en allemand intitulé « Neu Sankt Jürgen » (voir la liste des auteurs).

1. ↑  (de) « Neu St. Jürgen », sur Worpswede (consulté le 13 mai 2022)
2. ↑  (de) Gisela Buddée, DuMont BILDATLAS Elbe und Weser, Bremen, Dumont Reiseverlag, 2013, 122 p. (ISBN 9783770192113, lire en ligne), p. 101
3. ↑  (de) Statistisches Bundesamt, Historisches Gemeindeverzeichnis für die Bundesrepublik Deutschland. Namens-, Grenz- und Schlüsselnummernänderungen bei Gemeinden, Kreisen und Regierungsbezirken vom 27.5.1970 bis 31.12.1982, 1983 (ISBN 3-17-003263-1)